# Rio Capão Grande
Rio Capão Grande är ett vattendrag i Brasilien.   Det ligger i delstaten Paraná, i den södra delen av landet, 1 200 km söder om huvudstaden Brasília.
I omgivningarna runt Rio Capão Grande växer i huvudsak städsegrön lövskog. Runt Rio Capão Grande är det glesbefolkat, med 8 invånare per kvadratkilometer.